# Молдагожин, Омар
Омар Молдагожин (1908, аул Карсу, Лепсинский уезд, Семиреченская область, Туркестанский край, Российская империя — неизвестно, Алма-Ата, Казахская ССР) — председатель сельскохозяйственной артели имени Ворошилова Андреевского района Талды-Курганской области, Казахская ССР. Герой Социалистического Труда (1957).

## Биография
Родился в 1908 году в крестьянской семье в ауле Карсу Лепсинского уезда. С раннего возраста трудился в сельском хозяйстве. С 1929 года трудился в сельскохозяйственной артели имени Ерназарова Андреевского района. Позднее был назначен бригадиром полеводческой бригады в этом же предприятии. Участвовал в Великой Отечественной войне.
После демобилизации возвратился на родину и продолжил трудиться в сельскохозяйственной артели имени Ерназарова (позднее — имени Ворошилова) Андреевского района. В 1949 году был избран её председателем.
В 1956 году труженики артели под его руководством собрали в среднем с каждого гектара по 14,6 центнеров зерновых и озимых — в среднем по 16,7 центнера с каждого гектара. Указом Президиума Верховного Совета СССР от 11 января 1957 года удостоен звания Героя Социалистического Труда за «особо выдающиеся успехи, достигнутые в работе по освоению целинных и залежных земель, и получение высокого урожая» с вручением ордена Ленина и золотой медали «Серп и Молот» (№ 7205).
В дальнейшем продолжал возглавлять артель (позднее — колхоз «Бирлик», «Гигант» и после укрупнения — совхоз «Андреевский») до 1965 года, когда стал директором заготовительной конторы Андреевского райпотребсоюза.
После выхода на пенсию проживал в Алма-Ате. Дата смерти не установлена.
Память
Его именем названа средняя школа в селе Кабанбай Алакольского района Жетысуской области.